# Fabian Michel
Fabian Michel  (* 28. August 1996) ist ein Schweizer Unihockeyspieler, der beim Nationalliga-A-Verein Floorball Köniz unter Vertrag steht.

## Karriere

### Verein
Michel startete seine Karriere bei Floorball Köniz, ehe er 2016 erstmalig in der ersten Mannschaft des Nationalliga-A-Vertreters zum Einsatz kam. Am 7. Januar 2019 verkündete Floorball Köniz die Vertragsverlängerung seines auslaufenden Kontrakts mit dem Verteidiger. 2020 legte Michel eine Pause ein, da er aufgrund eines mehrmonatigen Auslandsaufenthalt abwesend war. Er stieg nach seiner Rückkehr wieder in den Trainingsbetrieb der Nationalliga-A-Mannschaft ein.

### Nationalmannschaft
Durch starke Leistungen in der Saison 2018/19 wurde er von Simon Linder in das Kader der U23-Nationalmannschaft berufen.